# 代償
| ウィキペディアには「代償」という見出しの百科事典記事はありません（タイトルに「代償」を含むページの一覧/「代償」で始まるページの一覧）。 代わりにウィクショナリーのページ「代償」が役に立つかもしれません。 |